# Teide nationalpark
Teide nationalpark (spanska: Parque Nacional del Teide) är en nationalpark i Spanien.   Den ligger i provinsen Provincia de Santa Cruz de Tenerife och regionen Kanarieöarna, i den sydvästra delen av landet, 1 800 km sydväst om huvudstaden Madrid. Teide nationalpark ligger i genomsnitt 2 278 meter över havet. Arean är 190 kvadratkilometer. Den ligger på ön Teneriffa.
Nationalparken inrättades 1954. Den är sedan 28 juni 2007 klassificerad som världsarv av Unesco.
Växtligheten i nationalparken är frodigast mellan april och juni. Bara under dessa månader har de flesta av regionens växter gröna blad och blommor. Kännetecknande är jättesnokört (Echium wildpretii) med röda blommor, busken Spartocytisus supranubius med vita blommor samt Erysimum scoparium med ljus violetta eller vita blommor.

## Geografi
Terrängen i Teide nationalpark är bergig västerut, men österut är den kuperad. Den högsta punkten i nationalparken är vulkanen Teide, 3 718 meter över havet, 2,4 km nordväst om nationalparkscentret. Runt Teide nationalpark är det ganska tätbefolkat, med 65 invånare per kvadratkilometer. Närmaste större samhälle är Arona, 18,4 km söder om Teide nationalpark. Naturen i nationalparkens centrala delar är i huvudsak ett öppet busklandskap.